# Hengstpaß
Hengstpaß är ett bergspass i Österrike.   Det ligger i distriktet Kirchdorf och förbundslandet Oberösterreich, i den centrala delen av landet, 150 km väster om huvudstaden Wien. Hengstpaß ligger 985 meter över havet.
Terrängen runt Hengstpaß är kuperad åt nordost, men åt sydväst är den bergig. Närmaste större samhälle är Landl, 19,5 km öster om Hengstpaß. 
I omgivningarna runt Hengstpaß växer i huvudsak blandskog. Runt Hengstpaß är det ganska glesbefolkat, med 25 invånare per kvadratkilometer.